# بيتر غريفيثز (لاعب كرة قدم)
بيتر غريفيثز (بالإنجليزية: Peter Griffiths)‏ هو لاعب كرة قدم بريطاني، ولد في 13 مارس 1980 في سانت هلنز في المملكة المتحدة. لعب مع ماكليسفيلد تاون.

## وصلات خارجية
- بيتر غريفيثز على موقع قاعدة بيانات كرة القدم.إي يو (الإنجليزية)
- بيتر غريفيثز على موقع Soccerbase.com (لاعب) (الإنجليزية)